# Acropyga oceanica
Acropyga oceanica (лат.) — вид мелких муравьёв рода Acropyga из подсемейства Formicinae. Обитают в Юго-Восточная Азия (Индонезия, Малайзия, Сингапур) и Океания (Папуа — Новая Гвинея, Соломоновы Острова). Усики 7—8-члениковые (апикальный сегмент длинный, примерно равен четырём предшествующим). Длина тела от 1,16 до 1,43 мм. Жвалы с четырьмя зубчиками. Основная окраска бледно-жёлтая. Это мельчайший вид рода, обладающий минимальным числом члеников усика и зубцов на жвалах (к нему близок по этому показателю только американский вид Acropyga smithii).